# Metal (EP)
Metal es el primer trabajo de la banda de Heavy Metal Newsted, banda formada por el exbajista de Metallica, Jason Newsted en 2012. El EP fue distribuido por la compañía discográfica de Jason, Chophouse Records. Las grabaciones se hicieron en el Creation Labs, ubicado en Turlock, California. El EP salió a la venta el 8 de enero de 2013, obteniendo críticas favorables.

## Formación
En 1990 Jason Newsted conoce al baterista Jesús Méndez Jr, el cual algunos años después se convertiría en técnico de sonido en la banda Echobrain.
A finales del año 2000, Jason Newsted conoce al guitarrista Jessie Farnsworth y en agosto de 2012 Jason Newsted le ofrece ser el guitarrista de su nueva banda. Finalmente, en octubre del mismo año comenzaron a grabar canciones. Grabaron un total de once canciones, de las cuales 4 salieron en este primer trabajo y las demás serían para un trabajo futuro.

## Grabación
El 15 de noviembre de 2012 Jason Newsted anuncio la apertura de su sitio web oficial para información sobre sus proyectos. El 16 de noviembre del mismo año, Jason Newsted fue entrevistado en el show de radio de Eddie Trunk en el cual explicó el proceso de la banda y del nuevo álbum. El 7 de diciembre Jason Newsted anunció que habían acabado su primera grabación. El 14 de diciembre la banda reveló la lista de canciones y poco después, fue publicada la canción "Soldierhead" y comenzada la filmación del video. Finalmente, el video de "Soldierhead" fue estrenado en el canal oficial de Jason Newsted pocos días después.

## Publicación
Después de dar la opción de "pre-ordenar" el álbum mediante iTunes. Finalmente, el 8 de enero de 2013, Metal (EP) ya estaba disponible para su descarga. Semanas después en la página oficial de Jason Newsted fue abierta una tienda virtual en la cual se daba la oportunidad de comprar el EP firmado por toda la banda.
A pesar de que no fue un álbum completo, obtuvo muy buenas críticas, valiéndole una nominación a Jason Newsted en los Golden Gods Awards de 2013.

## Lista de temas
1. "Soldierhead" - 4:16
2. "Godsnake" - 5:16
3. "King Of The Underdogs" - 6:00
4. "Skyscraper" - 6:36

## Créditos
- Jason Newsted − Voz, Bajo, Guitarra
- Jesús Méndez Jr. − Batería, Percusión
- Jessie Farnsworth − Guitarra, Bajo, Coros

## Personal técnico
- Jason Newsted − Producción
- Frank Munoz − Producción adicional
- Anthony Focx − Masterización y grabación
- Chris Lascano − Fotografía
- Mark Devito − Diseño